# Pyrrhopoda ventralis
Pyrrhopoda ventralis är en skalbaggsart som beskrevs av Oliver Erichson Janson 1884. Pyrrhopoda ventralis ingår i släktet Pyrrhopoda och familjen Cetoniidae. Inga underarter finns listade i Catalogue of Life.